# 17368 Korn
17368 Korn è un asteroide della fascia principale. Scoperto nel 1979, presenta un'orbita caratterizzata da un semiasse maggiore pari a 2,2708815 au e da un'eccentricità di 0,1231140, inclinata di 6,40879° rispetto all'eclittica.